# デルクステカン
デルクステカン（Deruxtecan；DXd）は、カンプトテシン類縁物質であるエキサテカンの誘導体であり、トラスツズマブ デルクステカンの1分子あたり8分子が含まれている。
抗体のシステイン残基とは末端のマレイミド基で結合している。腫瘍細胞に取り込まれた後はリソソーム中で分解されて細胞中にエキサテカンが放出される。